# Liste der Baudenkmäler in Biessenhofen

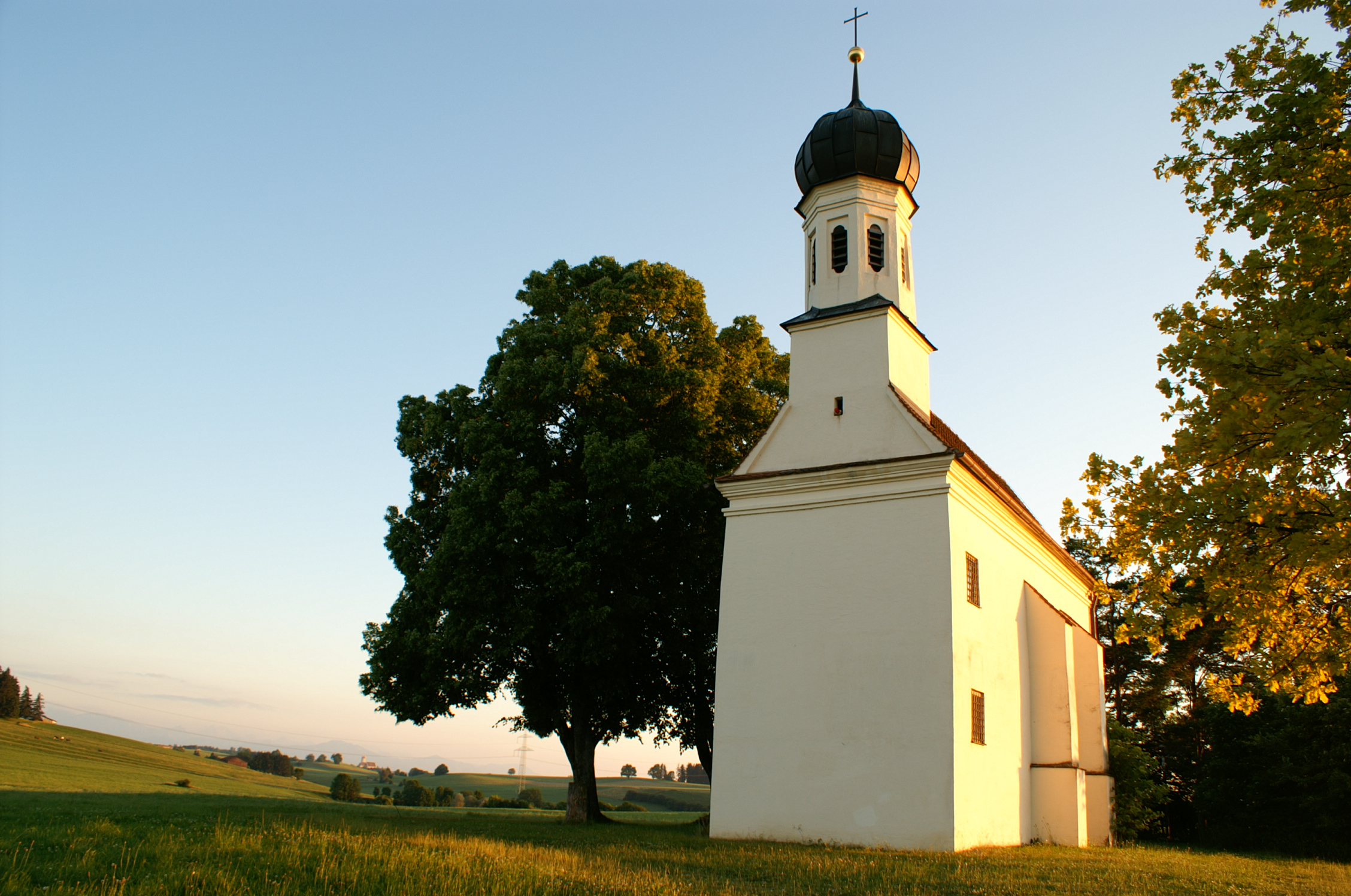
Loretokapelle bei Kreen

Auf dieser Seite sind die Baudenkmäler in der schwäbischen Gemeinde Biessenhofen zusammengestellt. Diese Tabelle ist eine Teilliste der Liste der Baudenkmäler in Bayern. Grundlage ist die Bayerische Denkmalliste, die auf Basis des Bayerischen Denkmalschutzgesetzes vom 1. Oktober 1973 erstmals erstellt wurde und seither durch das Bayerische Landesamt für Denkmalpflege geführt wird. Die folgenden Angaben ersetzen nicht die rechtsverbindliche Auskunft der Denkmalschutzbehörde.

## Baudenkmäler nach Ortsteilen

### Biessenhofen
| Lage                       | Objekt                                         | Beschreibung | Akten-Nr.              | Bild                                           |
| -------------------------- | ---------------------------------------------- | --- | ---------------------- | ---------------------------------------------- |
| Eisenbahnweg 4 (Standort)  | Gasthof Alte Post und ehemalige Postexpedition | dreigeschossiger, verputzter Massivbau mit Satteldach, Sohlbankgesimsen und verschaltem Giebel, um 1850; Rossstall, zweigeschossiger Satteldachbau mit verschaltem Obergeschoss, gleichzeitig, modern nach Norden und Westen erweitert. | D-7-77-112-28 Wikidata | Gasthof Alte Post und ehemalige Postexpedition |
| Kirchenstraße 4 (Standort) | Katholische Pfarrkirche St. Georg              | erbaut 1928; mit Ausstattung; ehemals Chorbau, Ende 15. Jahrhundert, 1730/40 umgestaltet (jetzt Sakristei). | D-7-77-112-3 Wikidata  | weitere Bilder                                 |
| Poststraße 4 (Standort)    | Bahnhof                                        | Bahnhof der Ludwig-Süd-Nord-Bahn, Satteldachbau mit Fachwerkobergeschoss und Anbauten, 1852 von Eduard Rüber; teilweise verändert. | D-7-77-112-23 Wikidata | weitere Bilder                                 |

### Altdorf
| Lage                                                                          | Objekt                        | Beschreibung | Akten-Nr.             | Bild               |
| ----------------------------------------------------------------------------- | ----------------------------- | --- | --------------------- | ------------------ |
| Dorfstraße 6 (Standort)                                                       | Pfarrkirche Mariä Himmelfahrt | Anlage des 15. Jahrhunderts mit Turm des 13. Jahrhunderts, barocker Ausbau 1684 und 1739/48; mit Ausstattung; Friedhofsbefestigung mit halbrundem Schalenturm, spätmittelalterlich | D-7-77-112-4 Wikidata | weitere Bilder     |
| Friedhofweg 1 (Standort)                                                      | Pfarrhaus                     | Satteldachbau, 1725 erbaut von Johann Georg Fischer; Pfarrstadel, verbretterter Ständerbau mit Flachdach und profilierten Bügen, 1728                                              | D-7-77-112-5 Wikidata | Pfarrhaus          |
| Mühlenstraße (bei Nr. 11 bzw. bei der Einmündung der Esconestraße) (Standort) | Kapellen-Bildstock            | Rechteckbau, 18. Jahrhundert; mit Ausstattung; | D-7-77-112-7 Wikidata | Kapellen-Bildstock |
| südlich des Ortes im Feld (Standort)                                          | Kapellen-Bildstock            | Rechteckbau, um 1900; mit Ausstattung | D-7-77-112-8          | Kapellen-Bildstock |

### Ebenhofen
| Lage                         | Objekt                                     | Beschreibung | Akten-Nr.              | Bild           |
| ---------------------------- | ------------------------------------------ | --- | ---------------------- | -------------- |
| In der Mühlob 4 (Standort)   | Schlossmühle                               | zweigeschossiger Satteldachbau mit stuckiertem Gesims und verschindeltem Giebel, bezeichnet 1763, Stadel verschaltes Ständerbaugeschoss mit profilierten Bügen und Rafen, 18. Jahrhundert; erneuert. | D-7-77-112-10 Wikidata | Schlossmühle   |
| Ringweg 3 (Standort)         | Bauernhaus                                 | Bundwerk über Tennentor, Fußpfette mit Kerbschlingenschnitzerei, Anfang 19. Jahrhundert | D-7-77-112-11 Wikidata | Bauernhaus     |
| Ringweg 5 (Standort)         | Bauernhaus                                 | Flachdach und verputzter Fachwerkgiebel, im Kern 2. Hälfte 18. Jahrhundert | D-7-77-112-12 Wikidata | Bauernhaus     |
| Schwabenstraße 17 (Standort) | Bauernhaus                                 | zweigeschossiger Satteldachbau, um 1606/07 (dendrologisch), später verändert und erweitert. | D-7-77-112-24 Wikidata | Bauernhaus     |
| Schwabenstraße 18 (Standort) | Pfarrhaus                                  | Steilsatteldach, Portal mit Rahmenarchitektur, erbaut 1734 von Johann Georg Fischer. | D-7-77-112-13 Wikidata | Pfarrhaus      |
| Schwabenstraße 20 (Standort) | Bauernhaus                                 | zweigeschossiger Mitterstallbau mit Satteldach, im Kern 17./18. Jahrhundert, später verändert. | D-7-77-112-25 Wikidata | Bauernhaus     |
| Schwabenstraße 26 (Standort) | Katholische Pfarrkirche St. Peter und Paul | barocke Saalkirche, im Wesentlichen 1692–1699, im Kern spätmittelalterlich, Turm 1490, Umgestaltung 1755; mit Ausstattung.                                                                           | D-7-77-112-14 Wikidata | weitere Bilder |
| Schwabenstraße 49 (Standort) | Bauernhaus                                 | Mitterstallbau mit Flachdach, verputztem Fachwerkgiebel, Hakenschopf und verbretterter Nordseite, Mitte 18. Jahrhundert                                                                              | D-7-77-112-16 Wikidata | Bauernhaus     |

### Hörmanshofen
| Lage                        | Objekt                                               | Beschreibung                                                                                             | Akten-Nr.              | Bild                               |
| --------------------------- | ---------------------------------------------------- | --- | ---------------------- | ---------------------------------- |
| Geltnachstraße 3 (Standort) | Wirtschaftsteil eines Bauernhauses                   | zweigeschossiger Satteldachbau mit offenem Hakenschopf und Kerbschnitzerei an der Flugpfette, bez. 1840. | D-7-77-112-18 Wikidata | Wirtschaftsteil eines Bauernhauses |
| Ottilienberg (Standort)     | Kapelle Fünf-Wunden                                  | Ende 17. Jahrhundert; mit Ausstattung; Brunnen Fünf-Wunden, 1768.                                        | D-7-77-112-20 Wikidata | weitere Bilder                     |
| Ottilienberg 7 (Standort)   | Katholische Filial- und Wallfahrtskirche St. Ottilia | im Kern 1455, Umgestaltung und Erweiterung 1690/92; mit Ausstattung.                                     | D-7-77-112-19 Wikidata | weitere Bilder                     |

### Kreen
| Lage                                                                                            | Objekt                                 | Beschreibung                                                                             | Akten-Nr.              | Bild              |
| ----------------------------------------------------------------------------------------------- | -------------------------------------- | ---------------------------------------------------------------------------------------- | ---------------------- | ----------------- |
| Kreen 8 (Standort)                                                                              | Katholische Filialkirche St. Stephanus | spätgotischer Saalbau, 1506 erbaut; mit Ausstattung.                                     | D-7-77-112-21          | weitere Bilder    |
| Kreen Kreener Feld (500 m nordwestlich an der Straße nach Altdorf, südlich der B 12) (Standort) | Kapellenbildstock                      | kleiner Nischenbau, 18. Jahrhundert; mit Ausstattung                                     | D-7-77-112-22 Wikidata | Kapellenbildstock |
| Kreen 16 (Standort)                                                                             | Loretokapelle                          | Satteldachbau mit westlichem Dachreiter mit Zwiebelhaube,1628 errichtet; mit Ausstattung | D-7-77-112-6 Wikidata  | weitere Bilder    |

## Ehemalige Baudenkmäler
In diesem Abschnitt sind Objekte aufgeführt, die früher einmal in der Denkmalliste eingetragen waren, jetzt aber nicht mehr. Objekte, die in anderem Zusammenhang – also z. B. als Teil eines Baudenkmals – weiter eingetragen sind, sollen hier nicht aufgeführt werden. Aktennummern in diesem Abschnitt sind ehemalige, jetzt nicht mehr gültige Aktennummern.

| Lage                                         | Objekt               | Beschreibung | Akten-Nr.             | Bild                 |
| -------------------------------------------- | -------------------- | --- | --------------------- | -------------------- |
| Altdorf an der Geltnachbrücke (Standort)     | Bildstock            | mit historischer Ausstattung                                                                                            |                       | Bildstock            |
| Ebenhofen Am Holdersberg 21 (Standort)       | Bauernhof „Kapeller“ | im Haus Reste einer profanierten Kapelle von 1740 bis 1743, ehemaliges Langhaus in die Südostecke des Hofes einbezogen. | D-7-77-112-1 Wikidata | Bauernhof „Kapeller“ |
| Ebenhofen Schwabenstraße 40 (Standort)       | Hausfigur            | Kruzifixus, 17./18. Jahrhundert                                                                                         |                       | Hausfigur            |
| Hörmanshofen Bernbacher Straße 51 (Standort) | Hausfigur            | Hl. Josef, 2. Hälfte 17. Jahrhundert                                                                                    |                       | Hausfigur            |
| Hörmanshofen Geltnachstraße 6 (Standort)     | Bauernhaus           | Hakenschopf, Kerbschnitzerei an der Flugpfette, bezeichnet 1849.                                                        |                       | Bauernhaus           |